# Can Can degli italiani
Il Can Can degli Italiani è uno spettacolo teatrale di cabaret scritto, diretto e interpretato dal mimo Giancarlo Cobelli affiancato sul palco, tra gli altri, da Sandro Massimini e Maria Monti e con la partecipazione di Gigi Proietti, il quale cura la parte musicale scrivendo, componendo e cantando le musiche dello spettacolo. Alcuni dei brani del Can can sono firmati dal compositore Franco Nebbia, su richiesta dello stesso Cobelli. 
Il debutto avvenne al Teatro Arlecchino di Roma il 17 dicembre 1963.